# Philémon Deroisin
Hippolyte Philémon Deroisin, né à Orléans le 9 décembre 1825 et mort à Versailles le 16 avril 1909, est un positiviste, un magistrat et un homme politique français.

## Biographie
Étudiant en droit à Paris, il est compromis dans les troubles de la Sorbonne, en janvier 1856.
Avocat administrateur de la caisse d'épargne, magistrat et président du tribunal de La Rochelle, il collabore au dictionnaire Littré pour les termes de « droit » et d'« économie politique ». Installé à Versailles en 1863, il devient l'un des chefs du parti républicain en Seine-et-Oise sous l'Empire et fonde Le Libéral de Seine-et-Oise en 1868. Élu conseiller municipal en 1870, puis adjoint, il est maire de Versailles du 24 décembre 1879 à 1888,.
Disciple d'Auguste Comte, il collabore à la revue La Philosophie positive et initie au positivisme plusieurs personnalités républicaines, comme Jules Ferry à la « Conférence Molé ».
Il a été lauréat de l'Institut.

## Œuvres
- Mémoire [sur le système adopté par l'Assemblée constituante de 1789 pour les revenus publics] présenté au concours pour l'auditorat au Conseil d'État, Paris, Imprimerie de L. Martinet, 1849, 24 p.
- Quelques pages sur les femmes, Imprimerie de Noël-Boucart, 1862, 14 p.
- Pétition de M. Deroisin au Sénat, en date du 19 mars 1863, demandant l'annulation, pour cause d'inconstitutionnalité, des décrets des 22 décembre 1860 et 23 janvier 1861, qui donnent au préfet de la Seine le droit de prendre part aux délibérations du Conseil d'État, Paris, Imprimerie de Renou et Maulde, 1863, 8 p.
- Les Coalitions et le salaire, Versailles, Imprimerie de Cerf, 1867, 27 p. (extrait de la Philosophie positive, juillet et août 1867)
- La Question militaire en France, Versailles, Imprimerie de Cerf, 1868, 13 p. (extrait de la Philosophie positive, mars-avril 1868)
- Élections départementales, manuel des protestations électorales, Paris, Pagnerre, 1870, 60 p.
- Notes sur Auguste Comte par un de ses disciples, G. Crès, 1909, 186 p.
- Mémoire sur Philippe le bel et les origines de la société moderne, A. Coueslant, 1912, 249 p.

## Édition
- Fragments économiques de Marcel Roulleaux, publiés par ses amis, Paris, Guillaumin, 1867, 399 pages (avec une notice sur l'auteur, signée de l'éditeur « Deroisin », et une notice nécrologique de Littré, extraite du Journal des Débats, 6 avril 1862)